# Holger Nyblom
Holger August Nyblom, född 27 december 1874 i Uppsala församling, död 30 april 1953 i S:t Matteus församling i Stockholm, var en svensk lärare, avdelningschef och författare.

## Biografi

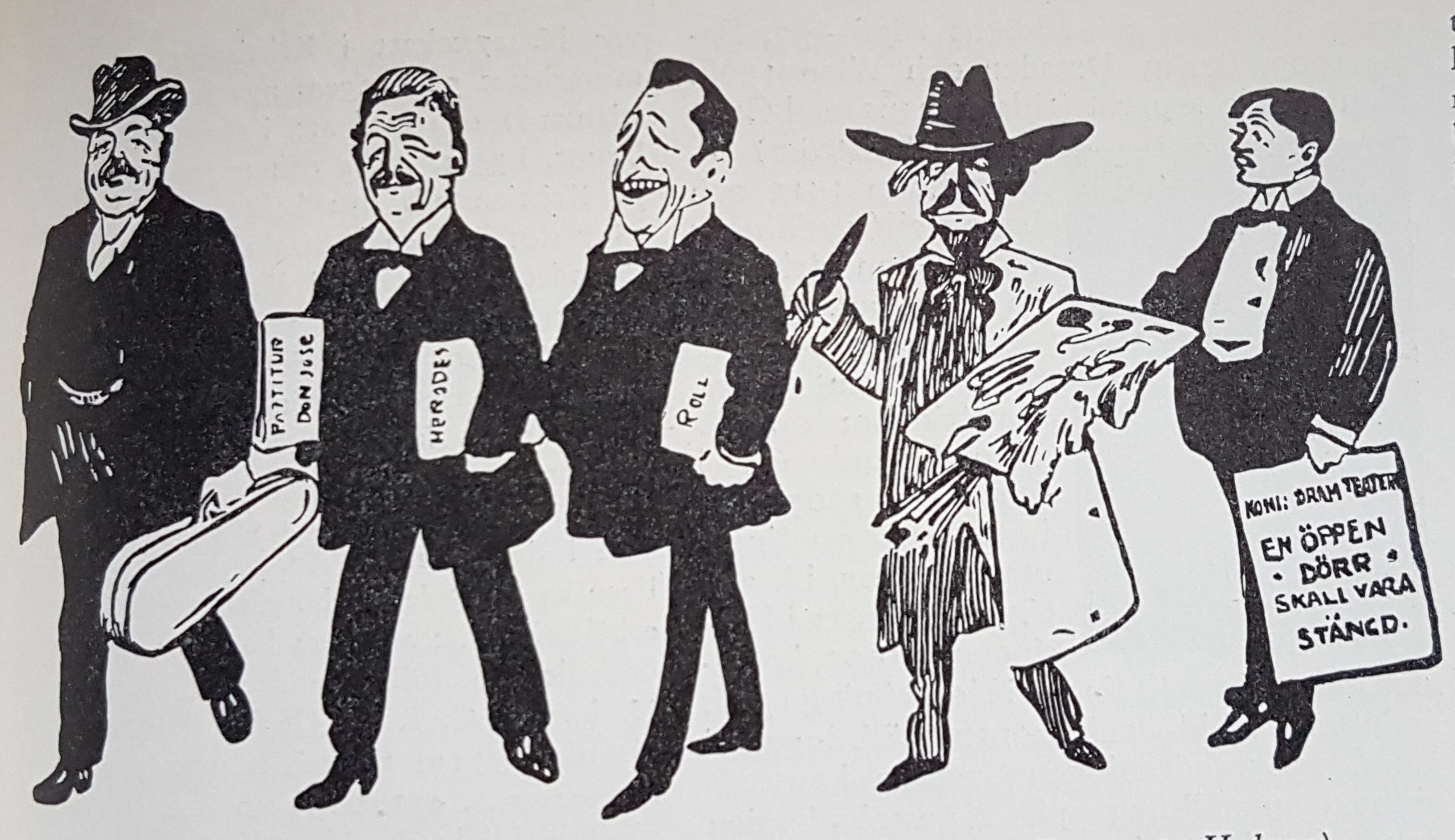
Syskonen Nyblom från vänster Carl Göran Nyblom, Sven Nyblom, Knut Nyblom, Lennart Nyblom och Holger Nyblom.

Nyblom var son till författarna Carl Rupert Nyblom och Helena Nyblom samt yngre bror till Carl Göran Nyblom, Sven Nyblom, Ellen Lundberg-Nyblom, Knut Nyblom och Lennart Nyblom.
Efter akademiska studier blev han filosofie licentiat vid Lunds universitet 1901. Han var sedan medarbetare i Svenska Akademiens Nobelinstitut 1902–1907, lärare i italienska vid Musikkonservatoriet 1906–1916, i franska 1914–1916, sekreterare vid Dramatiska Teatern 1907–1910, tillförordnad kamrer vid Musikaliska akademien 1911–1916 och kassaförvaltare i Svenska Slöjdföreningen 1915–1916.
Vidare var han disponent hos AB Nordiska kompaniet 1916–1922, anställd hos AB Gunnar Tisells tekniska förlag 1922–1925 och bedrev publicistisk verksamhet i Stockholmstidningar 1905–1907 och 1910–1911, bland annat som musikanmälare i Aftontidningen, Thalia och Scenisk konst. Han gjorde uppsatser, främst om svensk musikhistoria, vilka publicerades i Svensk tidskrift för musikforskning, S:t Eriks årsbok och Svenska musikkalendern 1914.
Han utarbetade Minnesskrift vid Kungliga teaterns 150-årsjubileum (1923), Stockholms konserthus minnesskrift (1926), Italienska resehandböcker (1928) samt diverse uppsatser i Ord & bild. Han var innehavare av "Nyblomsboden" 1927–1942.
Holger Nyblom är begravd på Uppsala gamla kyrkogård. Han var från 1902 gift med Valborg Johansson (1882–1950), dotter till byggmästaren And. Johansson och Anna Andersson. De fick barnen Elisabet Nyblom (1904–1981), Anders Nyblom (1905–1979) och Ann Marie Fränckel (1906–1979), vilken under en tid var gift med fondmäklaren Pierre Fränckel och blev mor till dennes namne som använde artistnamnet Pierre Nyblom.